# Институт за молекуларну генетику и генетичко инжењерство
Институт за молекуларну генетику и генетичко инжењерство (скраћено ИМГГИ), некадашњи Центар за генетичко инжењерство, је основан 1986. године одлуком Припремног комитета за оснивање Међународног центра за генетичко инжењерство и биотехнологију (енг. International Center for Genetic Engineering and Biotechnology; ИЦГЕБ) у Њуделхију. Институт за молекуларну генетику и генетичко инжењерство је међу првима стекао статус придруженог центра ИЦГЕБ-а и укључен је у све активности ове међународне организације.
Први директор је био Проф. др Владимир Глишин (1986-1989, 1990-1995). Након њега су директори били др Звездана Поповић (1989-1990, 1996-1999) , др Бранка Васиљевић (1999—2010) и Проф. др Љубиша Тописировић (1988-1989, 2011-2013). Тренутни вршилац дужности директора је др Јелена Беговић.
ИМГГИ има сарадњу са многим институтима у региону и земљама чланицама ИЦГЕБ-а. Од 1998. године Институт се налази у новој згради на површини и располаже са најсавременијом опремом неопходном за експерименталне манипулације у области генетичког инжењерства.
Институт за молекуларну генетику и генетичко инжењерство је одлуком владе Републике Србије 1. марта 2007. године постао државни институт.

## Лабораторије
Институт је опремљен модерном опремом и поседује лабораторије за:
- молекуларну биомедицину
- молекуларну биологију
- хуману молекуларну генетику
- молекуларну генетику и екологију микроорганизама
- молекуларну микробиологију
- молекуларну биологију биљака

## Рад
Институт се осим истраживања и публиковања бави и образовањем. Једна од редовних активности Института је одржавање научних семинара и гостујућих предавања. Такође нуди и курсеве за обуку заинтересованих појединаца или мањих група у циљу стицања теоријских и практичних знања из области молекуларне генетике и генетичког инжењерства. Заједно са Биолошким факултетом Универзитета у Београду и Институтом за биолошка истраживања „Синиша Станковић“ организује докторски студијски програм. Програм обухвата два модула: Молекуларна биологија еукариота и Молекуларна биологија прокариота. Институт такође организује и летњи програм обуке за све заинтересоване студенте и пружа услуге генетичког тестирања.

## Управни одбор
Управни одбор института чине:
- Проф. др Славиша Станковић, Биолошки факултет Универзитета у Београду, председник
- др Гордана Никчевић, виши научни сарадник, ИМГГИ, Универзитет у Београду, заменик председника
- Проф. др Марина Миленковић, Фармацеутски факултет Универзитета у Београду, члан
- др Соња Вељовић Јовановић, научни саветник Институт за мултидисциплинарна истраживања, члан
- др Милан Којић, научни саветник, ИМГГИ, Универзитет у Београду, члан
- др Драгица Радојковић, научни саветник, ИМГГИ, Универзитет у Београду, члан
- др Горан Тодоровић, научни сарадник, Институт за кукуруз „Земун Поље“, члан